# Historia de Chipre
Hace más de tres mil años que la civilización llegó a la isla de Chipre. Desde entonces los hititas, fenicios, griegos, asirios, persas, egipcios, romanos, árabes, católicos, bizantinos, otomanos, y luego los británicos conquistaron la isla. 

## Antigüedad hasta la conquista del Imperio Romano

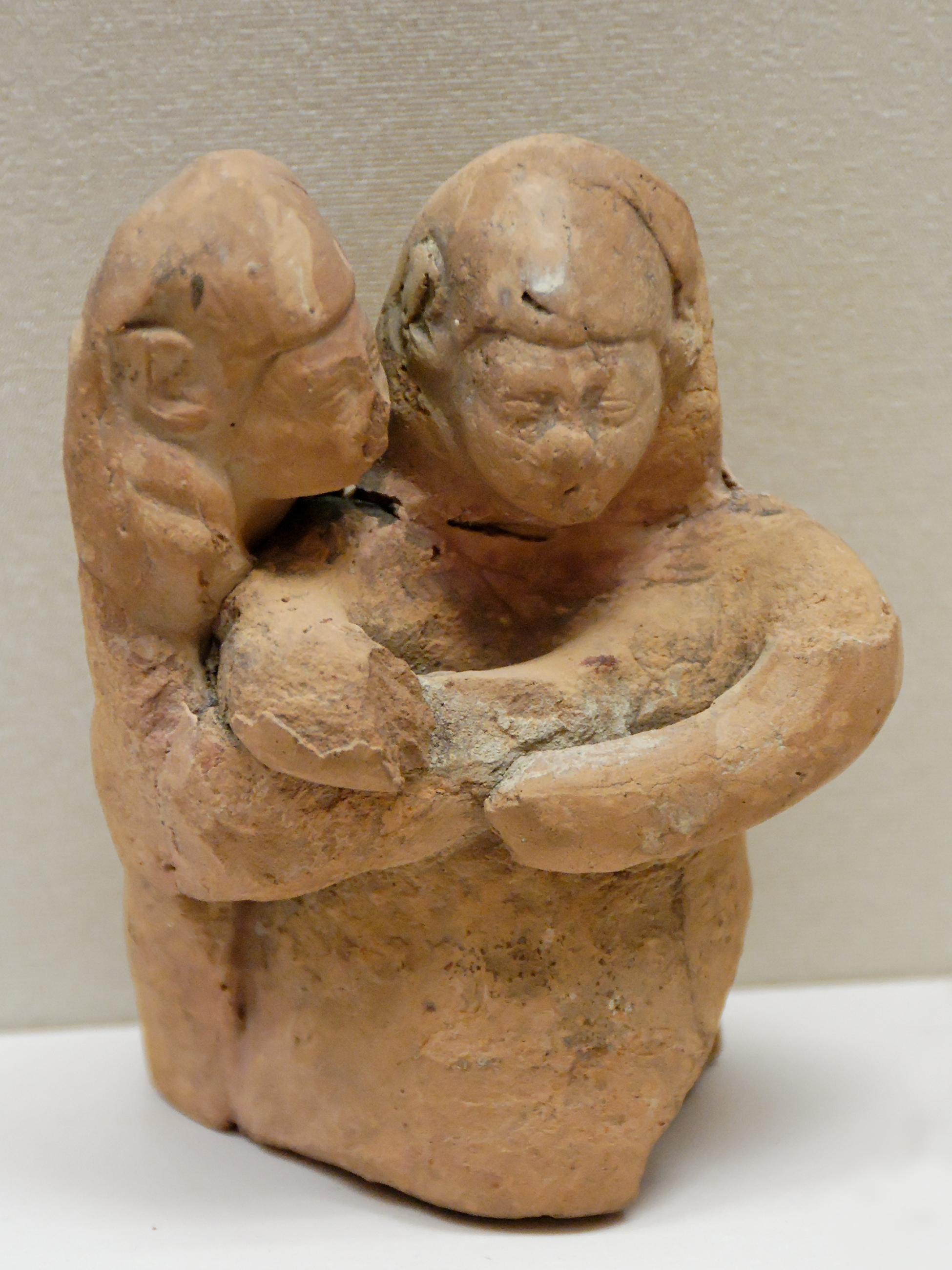
Terracota de entre los siglos VIII a. C. y VI a. C. (Louvre).

Chipre, fue sucesivamente invadida ya que su situación estratégica es un punto de encuentro entre Europa, Asia y África. Se conocen más de cien yacimientos arqueológicos que datan entre 3000 a. C. y 2500 a. C. La primera noticia histórica se encuentra en los archivos comerciales de Mari (ciudad estado en el Éufrates) que registran envíos de cobre procedentes de Chipre a fines del siglo XIX a. C. o inicios del siglo XVIII a. C..
Durante los siglos XVI a. C. y XIII a. C. mantuvo estrecha relación con los semitas de Ugarit (costa de Siria), los hititas (indoeuropeos en el centro de la actual Turquía) y los egipcios. Fue afectada por otras civilizaciones cuando, sobre la región, se abatieron los Pueblos del Mar, entre ellos los primeros griegos hacia el 1200 a. C. Durante estos contactos albergó colonias fenicias y conoció las dominaciones asiria, egipcia y persa.
Entre 333 a. C. y 325 a. C., Alejandro Magno derrota a Persia, y Chipre pasa a formar parte de su imperio. Después de las luchas por la sucesión entre los generales de Alejandro, integró el reino de los Ptolomeo de Egipto hasta que, a mediados del siglo I a. C.], pasó a dominio romano.
Durante el siglo I d. C., estuvo San Pablo en Chipre. Éste y San Bernabé (Hechos 13:4-14), considerado el fundador de la Iglesia en Chipre, introdujeron el cristianismo en la isla.

## El Imperio Bizantino

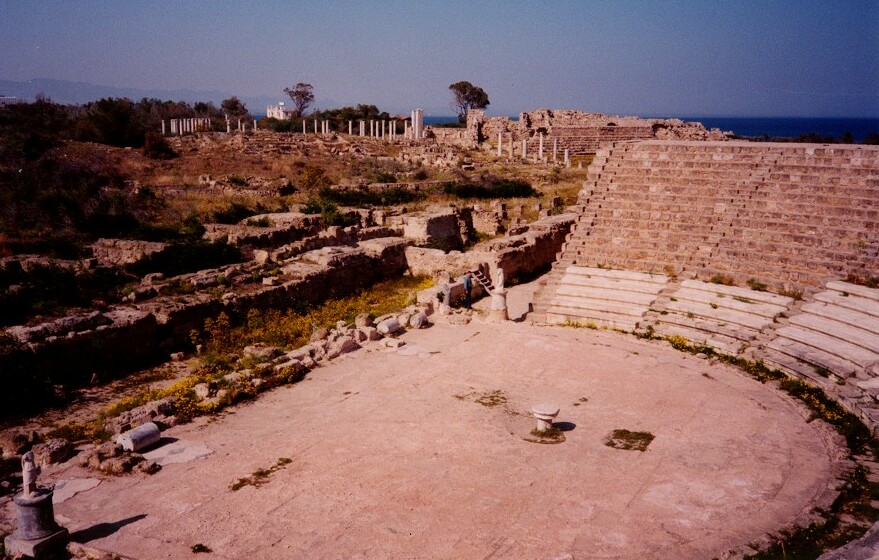
El Imperio Bizantino, Tomado En El Año 1998.

Tras la división del Imperio Romano en dos mitades, oriental y occidental, Chipre estuvo bajo el dominio de Bizancio, o Imperio Romano de Oriente. Las ciudades de Chipre fueron destruidas por dos terremotos sucesivos en el 332 y 342 d. C. y esto marcó el fin de una era y, al mismo tiempo el comienzo de una nueva, más conectada con la vida moderna en Chipre. La mayoría de las ciudades no fueron reconstruidas, salvo Salamina que fue reconstruida en una escala más pequeña y renombrada Constantia en honor del emperador romano Constancio II, hijo de Constantino el Grande, que residía en Constantinopla. La nueva ciudad se convirtió en la capital de la isla. Fue principalmente cristiana y debido a esto algunas alteraciones se hicieron durante la reconstrucción. La palestra fue convertida en un lugar de encuentro y muchos elementos arquitectónicos fueron utilizados para construir amplias iglesias decoradas con murales, mosaicos y mármoles de colores.
El evento principal en Chipre en este período fue la difusión de la fe cristiana. En ese momento, su obispo, aun sujeto al Papado, se hizo autocéfalo por el Concilio de Éfeso. Las personas se volcaron en materia de fe, especialmente en la lucha contra los esfuerzos del Patriarca de Antioquía por poner a la Iglesia de Chipre bajo su control. Esta lucha fue finalmente un éxito, cuando en 488 el arzobispo Antemio guiado por un sueño descubrió la tumba de Bernabé con el cuerpo del santo en un ataúd y en su pecho una copia del Evangelio de Mateo escrito por el propio Bernabé. Con las reliquias, Antemio corrió a Constantinopla y las presentó al emperador Zenón. Este último quedó muy impresionado y no sólo confirmó la independencia de la Iglesia de Chipre, pero también le dio al arzobispo a perpetuidad tres privilegios que son tan vivos hoy como lo fueron entonces, a saber, llevar un cetro en lugar de un equipo pastoral , firmar con tinta roja y de llevar un manto púrpura durante los servicios. Tal fue el peso que adquirió la Iglesia de Chipre que a principios del siglo séptimo, el patriarca de Alejandría era Juan el Misericordioso de Amathus. Otro chipriota importante de la época es el escritor eclesiástico Leoncio de Neápolis.

## Las Cruzadas
En 1191 fue conquistada por Ricardo Corazón de León, cuya flota se dirigía a Tierra Santa durante la Tercera Cruzada. Posteriormente, la vendió por cien mil denarios a los caballeros Templarios que la revendieron al mismo precio al caballero cruzado Guy de Lusignan.
Así se estableció un reino cristiano (Reino de Chipre) y la Iglesia católica reemplazó a la ortodoxa, pero las anteriores costumbres se siguieron practicando. La dinastía Lusignana terminó cuando la última reina, Caterina Cornaro, cedió la isla a la República de Venecia en 1489.
Chipre pasó a ser uno de los centros comerciales más activos del Mediterráneo, perteneciendo entre 1489 y 1571 a los venecianos, hasta que fueron expulsados por Lala Mustafa Pasha, súbdito del Imperio otomano.

## A partir de la conquista del Imperio otomano
Durante el período veneciano, los otomanos intentaron conquistar la isla de Chipre varias veces. En 1489, durante el primer año del control veneciano, los otomanos atacaron la península de Karpas, saqueándola y tomando rehenes para su venta como esclavos, práctica común en todo el Mediterráneo en esa época. En 1539, la flota turca atacó y destruyó Limassol. Ante tal situación, los venecianos fortificaron Famagusta, Nicosia y Kyrenia.
En el verano de 1570, los otomanos iniciaron una invasión con unos 60.000 hombres bajo el comando de Lala Mustafa Pasha, desembarcando el 2 de julio de 1570 en Limassol y sitiando luego Nicosia. La ciudad cayó el 9 de septiembre de ese año: murieron veinte mil griegos y las iglesias y edificios públicos fueron saqueados. Posteriormente, Mustafa tomó Kyrenia sin oposición; sin embargo Famagusta resistió entre septiembre de 1570 y agosto de 1571.
La caída de Famagusta indica el inicio del período otomano en Chipre. Dos meses después, las fuerzas navales de la Liga Santa, compuesta por buques venecianos, españoles y papales, bajo el comando de Juan de Austria, derrotaron a la flota turca en la batalla de Lepanto, una de las más decisivas de la Historia. Sin embargo esto no modificó la situación de Chipre, que se mantuvo bajo el dominio otomano por tres siglos.
Con la ocupación turca, Lala Mustafa Pasha pasó a ser el primer gobernador otomano de Chipre. En 1573, los venecianos se retiraron totalmente, finalizando así la influencia de la Iglesia católica en la isla. 

### El dominio turco
La ocupación otomana trajo dos cambios radicales en Chipre: la composición de un nuevo grupo étnico y la consolidación de la influencia de la Iglesia ortodoxa. 
El Imperio otomano concedió timars —concesiones de tierra— a los soldados turcos bajo la condición de que ellos y sus familias permanecieran en el lugar. Estos grupos pasaron a ser el núcleo de los turco–chipriotas y provocó que durante el siglo XVII la población turca creciera rápidamente. Dicha población permaneció en su mayoría cuando la administración pasó a manos británicas en 1878. Para 1970, los turco-chipriotas representaban solo el 18% de la población total (el resto, junto a las pequeñas minorías maronita y armenia era greco-chipriota. 
Simultáneamente, la comunidad griega fue autorizada a adquirir y trabajar la tierra. Los otomanos también aplicaron el Sistema Millet (nación) en Chipre, la cual permitía a las autoridades religiosas gobernar sus propias comunidades no musulmanas. Este sistema reforzó la posición de la Iglesia Ortodoxa y la cohesión de la comunidad griega.
Gradualmente, los arzobispos se transformaron no solamente en líderes religiosos sino étnicos. La Iglesia pasó a ser, también, un guardián del legado griego, algo que mantiene hasta el día de hoy aunque algo mitigado desde la independencia.
Con el comienzo de la ocupación se iniciaron movimientos de liberación. Entre 1572 y 1668, ocurrieron unos 28 levantamientos sangrientos, sin el esperado resultado. En 1660, para finalizar con el descontento griego, el sultán reconoció al arzobispo y a los obispos como “los protectores del pueblo”. 
En 1670, Chipre dejó de ser un "pasaliki" para el Imperio otomano pasando a la jurisdicción del Almirante de la Flota Turca. Este envió un oficial para su gobierno. En 1703, pasa a jurisdicción del Gran Vizier que mandó a la isla un administrador civil y militar. 
Durante la larga presencia otomana, los turcos dejaron unas pocas obras arquitectónicas: el pequeño puerto de Pafos que data de fines del siglo XVI, el acueducto construido por Pasha Abu Bekr en 1747 para transportar el agua a Lárnaca, etc. En Nicosia, se construyó un albergue en el siglo XVI llamado Khan y la mezquita de Ahmet Pasha en el siglo XVIII.

## Dominio británico

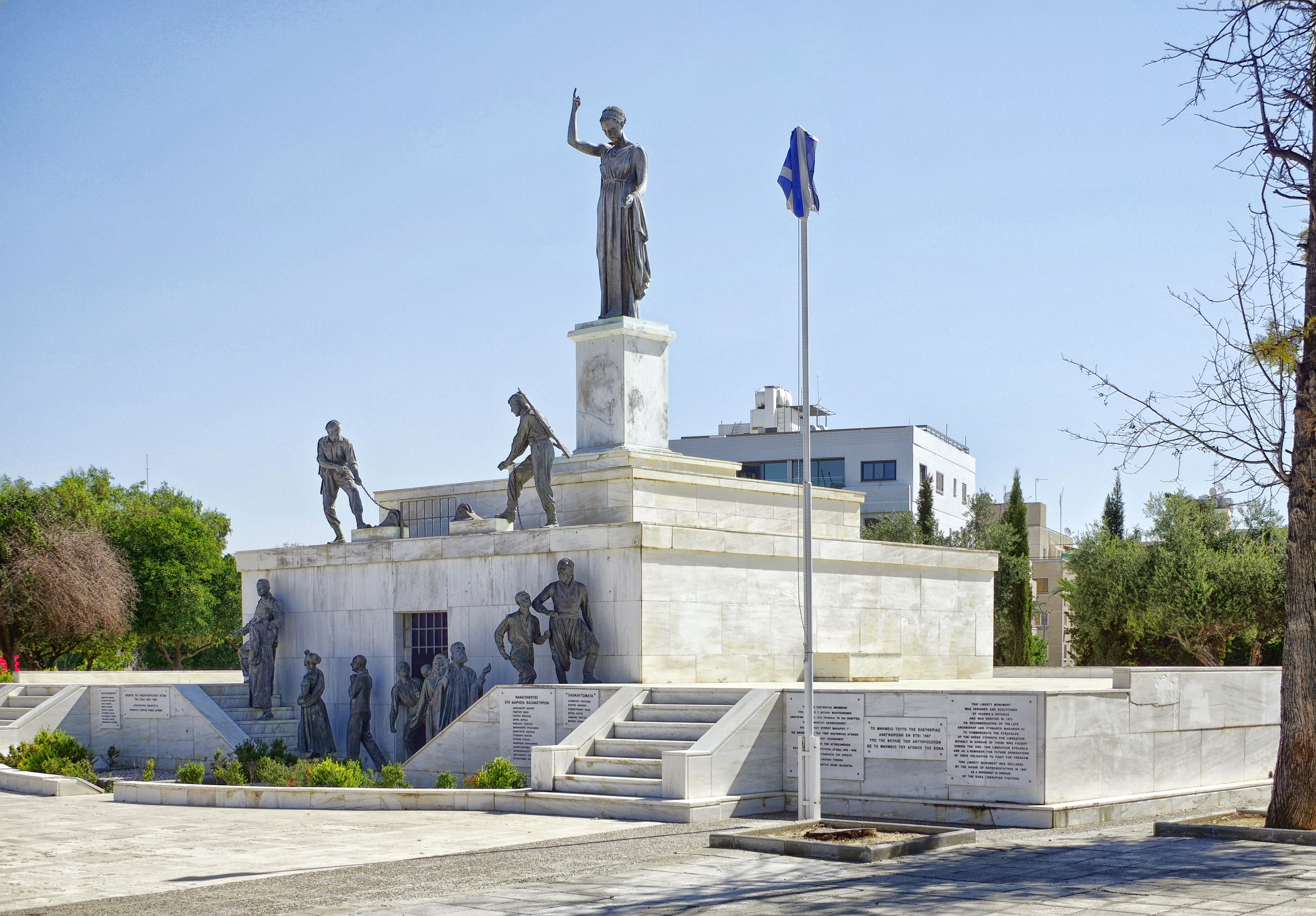
Monumento de la Guerra de Independencia (Nicosia).

Muchos chipriotas apoyaron la guerra de independencia de Grecia, la que tuvo muchas consecuencias en Chipre. La administración otomana, con autorización del Sultán Mahmut II, bajo el gobierno de Hacı Salih Pasha, ejecutó a 486 cristianos el 9 de julio de 1821, acusados de conspirar junto a los rebeldes de Grecia.[cita requerida] Ellos incluían el Arzobispo Kyprianos, obispos, sacerdotes y civiles.
Desde las primeras revueltas griegas contra los otomanos en 1821 y con mayor fuerza a partir de la independencia de Grecia en 1829, se inicia el reclamo de unión (enosis) con dicho país.
En 1869 se finalizó la construcción del canal de Suez por lo que el Reino Unido de Gran Bretaña e Irlanda comenzó a tener un mayor interés en la isla. Estos y el Sultán firman secretamente el 4 de junio de 1878 la Convención de Chipre por la que la administración de Chipre era cedida al Reino Unido. Como contraprestación, ésta apoyaría al Imperio Otomano en la guerra ruso-turca de 1877–1878. 
El hecho de que a principios del siglo XX, Creta se uniera a Grecia, generó un movimiento en pos de una acción similar en Chipre. La Iglesia Ortodoxa Griega tomó el partido político a favor de la unión.
Esta idea, que se había formado y existido clandestinamente durante la ocupación otomana, se expresó abiertamente durante la ocupación británica pues fue permitida por la libertad de expresión otorgada por las autoridades británicas. Maduró así la idea de enosis. 
En 1925 se le otorgó el estatuto de colonia, y el Alto Comisario fue sustituido por un gobernador.
En 1933 se constituyó un consejo asesor, compuesto por los miembros del Consejo Ejecutivo, cuatro miembros oficiales, otros dos particulares y otros seleccionados anualmente entre la población. El poder ejecutivo quedaba en manos del Consejo Ejecutivo, mientras que el poder legislativo lo ejercía el gobernador.
En la Segunda Guerra Mundial, estallaron motines que obligaron a los británicos a declarar el estado de emergencia y comenzó a crecer la agitación a favor de la enosis. En 1951 se realizó un plebiscito clandestino, dando opinión favorable a la anexión. Los greco-chipriotas consideraron siempre a Grecia como su madre patria.[cita requerida]
Contrariamente, los turco-chipriotas, preferían la partición (Taksim) de la isla, antes que ser considerados minoría bajo un gobierno greco-chipriota.
El arzobispo Makarios III, que en 1951 se había sucedido a Makarios II como arzobispo y primado de la Iglesia Ortodoxa Chipriota, se convirtió consecuentemente en etnarca (jefe religioso y civil de la comunidad). Partidario de la enosis, fundó el 1952 la Organización Juvenil Panchipriota. En 1956 fue acusado por los británicos por incentivar el terrorismo y por lo que lo confinaron a las islas Seychelles siendo liberado al año siguiente. 
Mientras tanto, se conformó un elemento clandestino con componentes griegos, la Organización Nacional de Combatientes Chipriotas (EOKA), bajo la conducción del coronel Georgios Grivas con el objeto de recurrir al uso de la fuerza para persuadir a los ingleses a retirarse de la isla.
La guerrilla de la EOKA operó inicialmente en las ciudades pero luego se trasladó a las montañas donde Grivas estableció su cuartel general. La mayor parte de la actividad de la organización fue dirigida contra instalaciones y personal británico empleando la táctica de golpear y huir. Esto permitirá aferrar a un contingente de 25 000 hombres que lograron solamente un moderado éxito a través del arresto, toques de queda y deportaciones. Pero la EOKA no se propuso una victoria completa sino buscaba un desgaste que trajera un costo inaceptable a los británicos.[cita requerida]
En 1958 se convino una tregua para dar inicio a las negociaciones entre las partes en conflicto. En 1959, después de las conferencias entre delegados británicos, turcos (interesados por la suerte de su comunidad) y griegos en Zúrich y en Londres, se logró un acuerdo por la independencia.

## Independencia
La República de Chipre nace el 16 de agosto de 1960 e ingresa en las Naciones Unidas un mes después. La Constitución de la República, que entró en vigor el día de la independencia, pretendía equilibrar los intereses de las comunidades greco-chipriota y turco-chipriota.
Entre algunas medidas constitucionales, se pueden destacar:
- se constituirían una presidencia greco-chipriota y una vicepresidencia turco-chipriota;
- el consejo de ministros sería conformado por siete greco–chipriotas y tres turco–chipriotas;
- el poder legislativo lo ejercería la cámara de representantes (35 greco-chipriotas y 15 turco–chipriotas) y sería elegido en forma independiente por ambas comunidades mediante sufragio universal y por cinco años.

Asimismo, en los acuerdos de independencia se fijó que Gran Bretaña mantendría la soberanía en las bases militares de Acrotiri y Dhekelia y en otros 15 territorios retenidos.
Makarios regresó a Chipre y fue elegido presidente siendo el vicepresidente Dr. Fazıl Küçük, líder de la minoría turco-chipriota. 
Sin embargo, la aplicación de las disposiciones de la Constitución se complicó desde el principio y condujo a una serie de crisis constitucionales que derivarán en el retiro de los turco-chipriotas del gobierno.

## La invasión turca (20 de julio de 1974)

### Antecedentes
La tensión acumulada entre las dos comunidades hizo estallar la violencia en la isla el 21 de diciembre de 1963, cuando violentos enfrentamientos armados ocasionaron decenas de muertos. El 27 de diciembre, el Consejo de Seguridad se reunió a fin de estudiar la queja de Chipre contra Turquía por intervenir en sus asuntos internos y por agresión. Turquía sostuvo que los dirigentes greco-chipriotas llevaban más de dos años intentando anular los derechos de la comunidad turcochipriota y negó todos los cargos de agresión.[cita requerida]
En febrero de 1964 se reanudaron los enfrentamientos armados, con nuevas muertes. El 15, tras el fracaso de todos los intentos por restablecer la paz en la isla, los representantes de Chipre y del Reino Unido solicitaron acción urgente del Consejo de Seguridad. El 4 de marzo de 1964, el Consejo adoptó unánimemente la resolución 186, en virtud de la cual recomendaba el establecimiento de la Fuerza de las Naciones Unidas para el Mantenimiento de la Paz en Chipre (UNFICYP). Aun así la tensión fue máxima, cuando Turquía amenazó con invadir la isla y movilizó sus tropas, siendo respondido con igual medida por Grecia. La llegada el 14 de marzo los primeros soldados de las tropas de interposición y su despliegue operacional el 27 de marzo alivió la tensión entre los dos países, pero no desapareció. A mediados de abril, hubo fuertes combates en las montañas de Kyrenia, cuando los grecochipriotas atacaron para desalojar a sus enemigos que habían cortado la carretera que unía Nicosia con la capital del distrito del mismo nombre. Desde entonces, el mandato de la UNFICYP ha sido prolongado periódicamente.
En el mes de agosto se produjeron nuevos incidentes intercomunales. Los mismos tienen lugar en proximidades de San Hilarión, en otros puntos de las montañas Kyrenia y sobre las montañas de Beşparmak al noroeste de la isla. El enfrentamiento de Kokkina fue el más intenso desde el punto de vista militar.[cita requerida]
Para fines de 1964, los turcochipriotas habían abandonado 136 de las 226 aldeas turcochipriotas o mixtas. Desde ese año hasta 1974, muy pocos regresaron.[cita requerida]
En noviembre de 1965 se produjo un nuevo enfrentamiento cuando los greco-chipriotas atacaron un barrio turco en Famagusta y nuevamente en 1967 con incidentes en diversos lugares de la isla.
En 1968, Makarios fue reelecto y decretó el fin del bloqueo de los enclaves turco-chipriotas y la libertad de movimiento de sus miembros. 
Durante 1973 se reiniciaron los enfrentamientos por la búsqueda de la anexión a Grecia que, en esta etapa, contaba con la oposición de Makarios por el temor de invasión turca.

### Invasión
El 15 de julio de 1974 se produjo un golpe de estado contra el Gobierno de Makarios por parte de militares greco-chipriotas y griegos liderados por Níkos Sampsón que se hicieron con el poder. Su objetivo era imponer la unión con Grecia (enosis). Roto de este modo el delicado equilibrio con la minoría turca, cinco días después se produjo la reacción militar turca denominada Operación Atila. El Consejo de Seguridad hizo un llamamiento de alto el fuego y sentó las bases para las negociaciones entre Grecia, el Reino Unido y Turquía. Un alto el fuego de facto entró en vigor el 16 de agosto de 1974.

### Alto el fuego ystatu quomilitar
Como respuesta a las hostilidades de julio y agosto de 1974, el Consejo de Seguridad adoptó una serie de resoluciones que han afectado al funcionamiento de la UNFICYP y han hecho necesario que la Fuerza realizase una serie de funciones adicionales relacionadas, en particular, con el mantenimiento del alto el fuego. 
Tras el alto el fuego de facto, la UNFICYP inspeccionó el despliegue de la Guardia Nacional de Chipre y las fuerzas turcas y turco - chipriotas y se establecieron líneas de alto el fuego y una zona de amortiguación entre las zonas controladas por las fuerzas enfrentadas.
A Sampson lo sustituyó Gláfkos Klirídis, quien había participado activamente en las negociaciones con Turquía durante las operaciones. Estas provocaron un masivo desplazamiento de turco - chipriotas hacia el norte (controlado por las FF. AA. turcas) y de greco - chipriotas hacia el sur (bajo control gubernamental).
Cuando Makarios regresó a Chipre, siguió como líder del país desde 1974 hasta el año 1977, cuando murió. Fue sustituido por Spyros Kyprianou, quien fue fiel al ideario de Makarios y trató de defender la idea de un Chipre independiente y reunificado y como activo miembro del Movimiento de Países No Alineados. 
Denktaş y Makarios habían acordado cuatro bases para las negociaciones de paz:
- a) el establecimiento de una república federal independiente, no alineada y binacional
- b) la precisa determinación de los territorios que administraría cada comunidad
- c) la discusión de cuestiones tales como libertad de circulación interna, derecho de propiedad y otras cuestiones de principio en el marco de un sistema federal que reconoce iguales derechos a ambas comunidades
- d) aplicación de los poderes del gobierno federal para salvaguardar la unidad de Chipre.

Pero las conversaciones no prosperaron por negarse Turquía a retirar sus tropas, condición indispensable para los greco - chipriotas. El 15 de noviembre de 1983 se proclamó la República Turca del Norte de Chipre (RTNC), reconocida únicamente por Turquía. 
A partir de 1983, la isla tuvo un período de auge económico, fruto del desarrollo del turismo, de la ayuda internacional y su conversión en un centro financiero internacional, en sustitución del de Beirut, paralizado por la guerra civil. 
En el lado norte de la isla, mientras tanto, se registró una fuerte inmigración de colonos turcos, que se estima en más de 40.000. Si se agrega la presencia de por lo menos 35.000 soldados turcos y la emigración de unos 20.000 turco - chipriotas, se ha producido un cambio en el perfil de la población, que, a comienzos de los años noventa, marcaba la existencia de un turco continental por cada turco - chipriota. 
En mayo de 1985 se llevó a cabo un referéndum para la adopción de la Constitución de la RTNC. Un 65% de los votantes dieron su apoyo a la nueva carta magna, pero hubo un 30% de abstención entre los autorizados a sufragar. Esto fue considerado como un serio cuestionamiento a la legitimidad de ese estado. 
En febrero de 1987 el gobierno griego suspendió la visita de su primer ministro a los Estados Unidos, ante los constantes gestos de acercamiento de este país con Turquía y en protesta por la revelación de que posiblemente se estaban instalando armas estadounidenses en la parte turca de Chipre. 
Giórgos Vasileíou fue elegido presidente de Chipre en 1988. Vasileíou restableció las negociaciones con Rauf Denktaş, que habían sido suspendidas en 1985. Los líderes políticos de ambos sectores y representantes de los 350.000 chipriotas en el exilio pidieron una "flexibilidad constructiva" de parte de los dos líderes. La comunidad griega –respaldada por su prosperidad económica y en el hecho de que eran mayoría– pretendía que la independencia fuera garantizada por Naciones Unidas. También buscaban libertad de movimiento y derecho a la propiedad en toda la isla. Por otro lado, los turco - chipriotas -basados en su statu quo y en la superioridad militar turca – demandaban una federación binacional, bajo la protección de Ankara. 
La economía de la isla creció 6,9% en 1988 y 6% en 1989. En abril de 1990, Rauf Denktaş fue reelecto presidente de la RTNC. En 1991, Turquía propuso, con el apoyo del presidente estadounidense George H. W. Bush, una cumbre con representantes de Ankara, Atenas y ambas comunidades chipriotas. El apoyo de Washington a esta iniciativa fue considerado por Grecia y las autoridades grecochipriotas como una compensación a la ayuda brindada por Turquía durante la Guerra del Golfo. 
En abril de 1992, la ONU declaró a Chipre país bicomunitario y birregional, con iguales derechos políticos para ambas comunidades. A principios de 1993, Gláfkos Klirídis derrotó al presidente Giórgos Vasileíou en las elecciones presidenciales. Las elecciones de mayo de 1996, en las que el Partido de los Trabajadores ganó un tercio de los votos, le restaron sustento parlamentario al gobierno de Klirídis. 
A fin de tratar de incorporar la isla a la Unión Europea, Klirídis y Denktaş se entrevistaron repetidamente a lo largo de 1997. Estos encuentros, auspiciados por las Naciones Unidas, tenían por objeto alcanzar a mediano plazo la reunificación de la isla, previo a su ingreso en la UE. Sin embargo, conversaciones directas entre la Unión Europea y las autoridades greco - chipriotas estancaron el diálogo dentro de Chipre y la reunificación no prosperó. La rivalidad entre Grecia y Turquía, sobre este punto, también contribuyó al entorpecimiento de las negociaciones. 
Frente a este estancamiento, la Unión Europea consideró que, de no reunificarse la isla, la parte griega del país podría ser admitida como si se tratase de un estado independiente, dejando afuera a la parte turca. Por su parte, Denktaş consideraba que la Unión Europea debía reconocer la legitimidad política de la parte turco - chipriota y admitir en la Unión a todo Chipre. 
En marzo de 1998, los ministros de Relaciones Exteriores de los 15 países miembros de la Unión Europea, después de tres días de difícil discusión, acordaron autorizar el inicio de las negociaciones para la incorporación de la parte griega de Chipre (y no de la turca) a la Unión. 
En 1999, la decisión de Grecia de levantar el veto al ingreso de Turquía a la Unión Europea, más el auxilio que brindó al gobierno turco luego del devastador terremoto de ese año, señaló el cambio de clima político en relación con la situación de Chipre. En el marco de la ONU, se reanudaron en febrero de 2000 las negociaciones entre Klirídis y Denktaş. Las conversaciones se desarrollaron según el método de "discusiones en proximidad" que evitaban todo contacto directo entre las partes. 
La tercera ronda de negociaciones finalizó en agosto sin progreso alguno. En septiembre, Klirídis boicoteó el inicio de negociaciones indirectas en Nueva York en protesta por una declaración del secretario general de la ONU, Kofi Annan, en la que otorgaba igual autoridad a la RTNC que al gobierno chipriota internacionalmente reconocido. Annan modificaría su opinión, señalando que cualquier acuerdo sobre Chipre se basaría en la premisa de una soberanía única. Las posiciones entre las partes seguían irreconciliables en el tema de la futura estructura de Chipre: la parte chipriota abogaba por una federación bicomunal reunificada; la turco-chipriota por una basada en igual soberanía. En noviembre, finalizada una nueva ronda en Ginebra, Denktaş amenazó con no volver a las negociaciones mientras la RTNC no obtuviera reconocimiento internacional. 
En 2001, como muestra de voluntad para superar diferencias con Grecia, Turquía levantó, con ciertas condiciones, el veto al acuerdo entre la UE y la OTAN, que bloqueaba crear una nueva estructura de defensa europea. Poco después, los jefes de Estado de Chipre mantuvieron un encuentro histórico: por primera vez en 27 años de dividido el país, Klirídis cruzó la “Línea Verde” en Nicosia, y se entrevistó con Denktaş. La inminente entrada de Chipre a la UE dio un nuevo impulso al diálogo entre greco y turco-chipriotas, bajo la égida de Ankara –que condicionaba el ingreso de la RTNC a la unión, al suyo propio–, la RTNC se negó a negociar su ingreso en la UE con la República de Chipre (parte sur del dividido país). 
En 2002 el inmovilismo turco agotó las posibilidades de la UE que parecía decidida a aceptar, si no había acuerdo, sólo la parte sur de la isla. Sin embargo ese año, Klirídis y Denktaş recomenzaron negociaciones con mediación de la ONU, concentrados en sus aspiraciones de finalmente acceder a la UE. A fines de 2002, Kofi Annan presentó un plan de paz que consideraría una federación, constituida en dos partes, y presidida en forma rotativa. Ese año, la UE invitó a Chipre a la cumbre de Copenhague de 2004, provista en el plan de la ONU en caso de darse un acuerdo en 2003: sin la reunificación; sólo la parte greco - chipriota sería admitida como miembro. 
En las elecciones de 2003, Tássos Papadópoulos resultó elegido, pocas semanas antes de la fecha límite de la ONU para acordar el plan futuro de las islas: la fecha pasó sin acuerdo de reunificación; Annan reconoció que su plan falló. Ese mismo año, por primera vez en tres décadas, tanto los chipriotas turcos como los griegos cruzaron la «Línea Verde» que divide el país, luego de las restricciones turco - chipriotas: 17 mil personas, al efectuar el cruce, marcaron un hito histórico. 
A fines de 2003, las elecciones parlamentarias de la parte turca de la isla dieron igual número de miembros a favor y en contra de la reunificación. Mehmet Ali Talat (líder del Partido Republicano Turco, que apoyara el plan de Annan), invitó que se formase un gobierno de coalición. En 2004, Talat alcanzó un acuerdo de coalición con el Partido Democrático, liderado por Serdar Denktaş, hijo del líder turco chipriota. 
En abril de 2004, se llevó a cabo el referéndum sobre el plan Annan de 2004 para reunificar la isla: los greco chipriotas rechazaron el plan, mientras que los turco chipriotas respaldaron el mismo. 
El 1 de mayo, Chipre se unió, junto a otros nueve países, como miembro pleno a la UE, extendiéndose a 25 la cantidad total de miembros de la organización. La zona norte del país (turco chipriota) no ingresó a la misma, pues no avanzaron las negociaciones que definirían la reunificación del país.
A fines de ese mismo mes, las autoridades turco chipriotas flexibilizaron las condiciones exigidas para que los residentes greco chipriotas crucen a la zona norte del país: en lugar de exhibir sus pasaportes, los greco chipriotas cruzarían los puntos de control usando sólo sus documentos de identidad. Según las autoridades turco chipriotas, la medida mejorará el contacto entre las personas de una y otra parte del dividido país.
El 8 de marzo de 2007, las autoridades grecochipriotas derribaron, como gesto de buena voluntad, un muro que simboliza la separación de Chipre y parte en dos a Nicosia (Línea Verde), la última capital dividida del mundo. Los trabajos de derribo comenzaron sin la menor publicidad, y pudieron suponer el inicio del diálogo entre grecochipriotas y turcochipriotas para abrir el casco antiguo de Nicosia. La demolición no significaría de forma automática la apertura al libre tránsito de la vía peatonal Lidras, el corazón comercial de la ciudad. Para ello, se necesitaría desmilitarizar la zona, lo que supondría evacuar las unidades del ejército turco que patrullan al otro lado de la línea de división y limpiar de minas ese perímetro.

### Situación actual
Desde finales del año 1963, la historia de Chipre se resume en un intento de reunir nuevamente a la isla habiendo sido la última gran oportunidad las negociaciones de adhesión a la Unión Europea que ha sido frustrada por el rechazo grecochipriota al referéndum sobre el plan Annan de 2004.

## Chipre Moderno (desde 1974)

### Desde la partición hasta formar parte de la Unión Europea
El 15 de julio de 1974 Níkos Sampsón lideró un golpe de Estado contra Makarios III por parte de simpatizantes de la EOKA B, policías y miembros de la Guardia Nacional. Tan solo ocho días después debió renunciar por la presión internacional, así como también por la invasión turca. Tras la caída de Níkos Sampsón como Presidente de la República, asumió interinamente el entonces presidente del Parlamento Gláfkos Klirídis. El Arzobispo Makarios retornó a reasumir su cargo el 7 de noviembre del mismo año, dominando la vida política interna de la isla hasta su muerte en agosto de 1977, asumiendo como presidente el presidente del Parlamento y del Partido Democrático Spýros Kyprianoú, quien desde entonces y hasta 1988 se mantuvo en el cargo tras las elecciones de 1978 y 1983. En 1988 fue elegido presidente como candidato independiente Giórgos Vasileíou con el apoyo del Partido Progresista del Pueblo Obrero. En 1993 fue elegido Gláfkos Klirídis y reelegido en los comicios de 1998.

### Desde su incorporación a la Unión Europea a la crisis económica
El presidente de Chipre, Tássos Papadópoulos, firmó el 16 de abril de 2003, en Atenas, la adhesión de Chipre al Tratado de la Unión Europea. El 1 de mayo de 2004, la República de Chipre se unió formalmente a la Unión Europea y la República de Chipre se hizo cargo de la Presidencia del Consejo de la Unión Europea en el segundo semestre de 2012. La crisis financiera entró en erupción en 2012, lo que constituye la mayor crisis económica experimentada en la República de Chipre. La causa principal de la crisis fue la elevada exposición de los bancos chipriotas a los bonos griegos, que recorta la primavera de 2012. En marzo de 2013 los ministros de Finanzas de la Unión Europea y el Fondo Monetario Internacional acordaron un plan, en virtud del cual fue recortado en un 40% los depósitos de los bancos chipriotas.

## Lectura complementaria
- UNFICYP
- Navidad Sangrienta en Chipre (1963)
- Consecuencias de la Invasión Turca a Chipre en 1974